# Kenya Open
De Kenya Open is een golftoernooi dat voor het gespeeld werd in 1967 op initiatief van Peter Thomson, een Australische golfprofessional. Het toernooi wordt gespeeld op de Muthaiga Golf Club. Enkel van 2004 tot 2008 werd het toernooi op de Karen Golf Club gespeeld. Aanvankelijk maakte het toernooi deel uit van het Safari Circuit. Sinds 1991 maakt de Kenya Open deel uit van de Challenge Tour. Sinds 2019 is de Kenya Open onderdeel van de Europese PGA Tour. 

## Winnaars
| Jaar                          | Baan                               | Naam                               | Score                              | Score                              |
| Kenya Open                    | Kenya Open                         | Kenya Open                         | Kenya Open                         | Kenya Open                         |
| ----------------------------- | ---------------------------------- | ---------------------------------- | ---------------------------------- | ---------------------------------- |
| 1967                          | Muthaiga Golf Club                 | Guy B. Wolstenholme                | 279                                | -5                                 |
| 1968                          | Karen Country Club                 | Maurice Bembridge                  | 289                                | +5                                 |
| 1969                          | Muthaiga Golf Club                 | Maurice Bembridge                  | 279                                | -5                                 |
| 1970                          | Muthaiga Golf Club                 | Jan Dorrestein                     | 273                                | -11                                |
| 1971                          | Muthaiga Golf Club                 | Ernie Jones                        | 283                                | -1                                 |
| 1972                          | Muthaiga Golf Club                 | David Llewellyn                    | 279                                | -5                                 |
| 1973                          | Muthaiga Golf Club                 | Jan Dorrestein                     | 276                                | -8                                 |
| 1974                          | Muthaiga Golf Club                 | David Jagger                       | 274                                | -10                                |
| 1975                          | Muthaiga Golf Club                 | Gary Smith                         | 276                                | -8                                 |
| 1976                          | niet gespeeld                      | niet gespeeld                      | niet gespeeld                      | niet gespeeld                      |
| 1977                          | Muthaiga Golf Club                 | Liam Higgins                       | 283                                | -1                                 |
| 1978                          | Muthaiga Golf Club                 | Severiano Ballesteros              | 274                                | -10                                |
| Benson & Hedges Kenya Open    |                                    |                                    |                                    |                                    |
| 1979                          | Muthaiga Golf Club                 | Maurice Bembridge                  | 271                                | -13                                |
| 1980                          | Muthaiga Golf Club                 | Brian Waites                       | 271                                | -13                                |
| 1981                          | Muthaiga Golf Club                 | Brian Barnes                       | 274                                | -10                                |
| 1982                          | Muthaiga Golf Club                 | Eamonn Darcy                       | 274                                | -10                                |
| 1983                          | Muthaiga Golf Club                 | Ken Brown                          | 274                                | -10                                |
| 555 Kenya Open                |                                    |                                    |                                    |                                    |
| 1984                          | Muthaiga Golf Club                 | José María Olazabal                | 277                                | -7                                 |
| 1985                          | Muthaiga Golf Club                 | Garry Harvey                       | 278                                | -6                                 |
| 1986                          | Muthaiga Golf Club                 | Ian Woosnam                        | 273                                | -11                                |
| 1987                          | Muthaiga Golf Club                 | Carl Mason                         | 275                                | -9                                 |
| 1988                          | Muthaiga Golf Club                 | Chris Platts                       | 271                                | -13                                |
| 1989                          | Muthaiga Golf Club                 | David Jones                        | 271                                | -13                                |
| 1990                          | Muthaiga Golf Club                 | Christy O'Connor jr.               | 271                                | -13                                |
| Standard Chartered Kenya Open |                                    |                                    |                                    |                                    |
| 1991                          | Muthaiga Golf Club                 | Jeremy Robinson                    | 269                                | -15                                |
| 1992                          | Muthaiga Golf Club                 | André Bossert                      | 272                                | -12                                |
| Kenya Open                    |                                    |                                    |                                    |                                    |
| 1993                          | Muthaiga Golf Club                 | Craig Maltman                      | 276                                | -8                                 |
| 1994                          | Muthaiga Golf Club                 | Paul Carman po                     | 276                                | -8                                 |
| 1995                          | Muthaiga Golf Club                 | James Lee                          | 265                                | -19                                |
| 1996                          | Muthaiga Golf Club                 | Mike Miller                        | 271                                | -13                                |
| Lonrho Kenya Open             |                                    |                                    |                                    |                                    |
| 1997                          | Muthaiga Golf Club                 | Jorge Berendt                      | 272                                | -12                                |
| Tusker Kenya Open             |                                    |                                    |                                    |                                    |
| 1998                          | Muthaiga Golf Club                 | Ricardo González po                | 272                                | -16                                |
| 1999                          | Muthaiga Golf Club                 | Maarten Lafeber                    | 265                                | -23                                |
| 2000                          | Muthaiga Golf Club                 | Trevor Immelman                    | 270                                | -14                                |
| 2001                          | Muthaiga Golf Club                 | Ashley Roestoff po                 | 271                                | -13                                |
| Sameer Kenya Open             |                                    |                                    |                                    |                                    |
| 2002                          | Muthaiga Golf Club                 | Lee S. James                       | 265                                | -19                                |
| 2003                          | niet gespeeld                      | niet gespeeld                      | niet gespeeld                      | niet gespeeld                      |
| Kenya Open                    |                                    |                                    |                                    |                                    |
| 2004                          | Karen Country Club                 | Marc Cayeux po                     | 279                                | -10                                |
| Tusker Kenya Open             |                                    |                                    |                                    |                                    |
| 2005                          | Karen Country Club                 | Daniel Vancsik                     | 272                                | -8                                 |
| 2006                          | Karen Country Club                 | Johan Axgren                       | 270                                | -10                                |
| 2007                          | Karen Country Club                 | Edoardo Molinari                   | 274                                | -6                                 |
| 2008                          | Karen Country Club                 | Iain Pyman                         | 272                                | -12                                |
| 2009                          | Muthaiga Golf Club                 | Gary Boyd                          | 271                                | -13                                |
| Kenya Open                    |                                    |                                    |                                    |                                    |
| 2010                          | Muthaiga Golf Club                 | Robert Dinwiddie                   | 272                                | -12                                |
| Barclays Kenya Open           |                                    |                                    |                                    |                                    |
| 2011                          | Muthaiga Golf Club                 | Michiel Bothma                     | 270                                | -14                                |
| 2012                          | Muthaiga Golf Club                 | Seve Benson po                     | 274                                | -10                                |
| 2013                          | Karen Country Club                 | Jordi García Pinto                 | 272                                | -12                                |
| 2014                          | Karen Country Club                 | Jake Roos                          | 278                                | -10                                |
| 2015                          | Karen Country Club                 | Haydn Porteous                     | 271                                | -17                                |
| 2016                          | Karen Country Club                 | Sebastian Söderberg                | 270                                | -18                                |
| 2017                          | Muthaiga Golf Club                 | Aaron Rai                          | 267                                | -17                                |
| 2018                          | Muthaiga Golf Club                 | Lorenzo Gagli                      | 273                                | -11                                |
| Magical Kenya Open            |                                    |                                    |                                    |                                    |
| 2019                          | Karen Country Club                 | Guido Migliozzi                    | 268                                | -16                                |
| 2020                          | Geen toernooi omwille van COVID-19 | Geen toernooi omwille van COVID-19 | Geen toernooi omwille van COVID-19 | Geen toernooi omwille van COVID-19 |
| 2021                          | Karen Country Club                 | Justin Harding                     | 263                                | -21                                |
| 2022                          | Muthaiga Golf Club                 | Wu Ashun                           | 268                                | -16                                |
| 2023                          | Muthaiga Golf Club                 | Jorge Campillo                     | 266                                | -18                                |
| 2024                          |                                    | Darius van Driel                   |                                    |                                    |

Play-offs
- In 1998 won Ricardo González op de Muthaiga Golf Club na een play-off tegen Kenyaan Jacob Okello.
- In 2001 won Ashley Roestoff de play-off van de Engelse speler Andrew Sherborne.
- In 2004 won Marc Cayeux de play-off van de Zweed Leif Westerberg.
- In 2012 won Seve Benson de play-off van de Deen Lasse Jensen.